# RAPadura Xique-Chico
Francisco Igor Almeida do Santos (Fortaleza, 11 de julho de 1984), mais conhecidos pelo seu nome artístico RAPadura Xique-Chico, é um rapper, compositor e produtor brasileiro.

## Biografia
Francisco nasceu em Fortaleza, no Ceará e foi criado no bairro Sapiranga mais especificamente na localidade da Lagoa Seca. Com treze anos, migrou com a família para a cidade de Brasília, no Distrito Federal. O apelido tem origem da rapadura, o doce preferido de Francisco. Ele costumava comer um pote de rapadura depois de jogar futebol com seus amigos. Inspirado em ritmos de música e dança nordestinos como embolada, repente, coco, maracatu, capoeira, cantigas de roda, baião e forró; além de ritmos urbanos como jazz, soul, funk e samba-rock, Rapadura começou a compor com apenas 14 anos, com os temas refletidos na saudade que sentia do Nordeste. Em 2006, Rapadura realizou sua primeira participação notável, rimando na faixa "A Quem Possa Interessar" do CD Aviso às Gerações, do rapper GOG, assim marcando o início da sua trajetória na cena do Hip Hop Brasiliense.

A partir de então, tornou-se conhecido no país inteiro, fato que fez ele vencer a categoria "Grupo ou Artista Solo Norte/Nordeste" do Prêmio Hutúz de 2007. Dois anos depois, foi escolhido no mesmo prêmio como um dos três melhores cantores/grupos das duas regiões na década. Em uma mistura de rap com ritmos nordestinos, Rapadura apresentou em fevereiro de 2010 seu primeiro trabalho, intitulado Fita Embolada do Engenho - Rapadura na Boca do Povo. É uma mixtape com 8 faixas, dentre elas o single "Maracatu de Cá pra Lá". Em 16 de maio de 2010, apareceu no programa Manos e Minas, da TV Cultura. Rapadura também é conhecido no musical por utilizar sempre um chapéu de palha nos seus shows, que geralmente é acompanhado com uma vestimenta simples, típica de onde nasceu. Criou diversões bordões que se tornaram peculiares, entre eles Oxente, é arrente!  Em 11 de Setembro de 2012 lança single independente intitulado "Monstro do Ceará"
Participou da música "Reza Vela / Norte-Nordeste Me Veste" no disco Acústico Oficina Francisco Brennand, da banda O Rappa, lançado em 2016.

## Discografia
- 2008 - Amor Popular (mixtape)
- 2010 - Fita Embolada do Engenho - Rapadura na Boca do Povo (mixtape)
- 2020 - Universo do Canto Falado (album lançado pela Nibiru Recordz)